# 상북초등학교 (양산시)
상북초등학교는 대한민국 경상남도 양산시 상북면 석계리에 있는 공립 초등학교이다.

## 학교 연혁
- 1921년 4월 1일 상북공립보통학교(4년제) 개교(3학급 116명)
- 1926년 4월 1일 6년제 인가
- 1938년 4월 1일 삼계공립심상소학교 (교명 변경)[1]
- 1941년 4월 1일 삼계공립국민학교 (교명 변경)[2]
- 1946년 9월 21일 상북국민학교 (교명 변경)
- 1996년 3월 1일 상북초등학교로 교명 변경[3]
- 2009년 12월 28일 돌여울 강당 준공
- 2021년 1월 14일 제98회 졸업식(총 졸업생 7,984명)
- 2021년 9월 1일 제29대 김진건 교장 취임

## 학교 상징
- 교화 - 모란 : 부드러움과 고귀함을 갖춘 모란과 같이 착한 마음과 성실함을 지닌 상북 어린이가 되자는 의미를 담고 있다.
- 교목 - 소나무 : 사계절 늘 푸른 소나무와 같이 강한 의지와 씩씩한 기상을 지닌 상북 어린이로 자라자는 의미를 담고 있다.

## 참고 자료
- 상북초등학교 - 한국교육학술정보원 학교알리미